# Joudia Hassar-Benslimane
Joudia Hassar-Benslimane (1943 – 22. Mai 2018) war eine marokkanische Historikerin und Archäologin, die sich auf islamische Archäologie, Geschichte und Architektur spezialisierte. Sie war eine der ersten marokkanischen Expertinnen auf dem Gebiet der Archäologie und leistete wichtige Beiträge zur Förderung der archäologischen Forschung in Marokko während ihrer 30-jährigen Karriere. Sie gilt allgemein als eine der bedeutendsten Persönlichkeiten in der marokkanischen Archäologie.

## Leben und Wirken
Joudia Hassar wurde 1943 in eine alte Familie aus Salé, Marokko, geboren. Sie heiratete den marokkanischen Gendarmerieoffizier und Sportfunktionär Housni Benslimane.
Hassar-Benslimane trat 1972 in das marokkanische Kulturministerium ein und war dem Archäologischen Museum von Rabat zugeordnet. Innerhalb eines Jahres wurde sie dessen Direktorin sowie die Direktorin des Archäologischen Dienstes im Ministerium. Sie war an Ausgrabungen beteiligt, die sich insbesondere auf die islamische Archäologie konzentrierten. Ihre ersten Ausgrabungen fanden auf der präurbanen Stätte von Belyounech, nahe Ceuta, statt. Danach nahm sie an den Ausgrabungen der ersten dynastischen Nekropole der Meriniden in Tafertast teil, deren Standort sie als erste in der Region Gharb identifizierte. Sie war auch an Ausgrabungen an der Tinmal-Moschee und an anderen Orten beteiligt. Ihr Buch „Le passé de la ville de Salé dans tous ses états: histoire, archéologie, archives“ („Die Vergangenheit der Stadt Salé in all ihren Zuständen: Geschichte, Archäologie, Archive“) wurde zu einer Referenz in ihrem Fachgebiet.
Hassar-Benslimane setzte sich intensiv dafür ein, die nächste Generation von marokkanischen Archäologen auszubilden und das kulturelle Erbe des Landes zu bewahren. Sie war von 1978 bis 1983 Professorin für Archäologie und Kunstgeschichte an der Mohammed-V-Universität in Rabat und spielte eine entscheidende Rolle bei der Gründung des Nationalen Instituts für Archäologie und Erbe (INSAP). 1986 wurde sie dessen erste Direktorin. Die Aufgabe des Instituts umfasst die Ausbildung und Schulung von Archäologiestudenten sowie die Forschung und Ausgrabung von Stätten in Marokko, in Zusammenarbeit mit der internationalen Gemeinschaft.
1986 veröffentlichte sie einen Artikel über die Archäologie von Sidschilmasa, in dem sie die Bedeutung der Stätte hervorhob. 1987 erwarb sie einen Doktortitel in Archäologie an der Universität Paris IV. Ihre Dissertation über die Stadt Salé, unter der Leitung von Janine Sourdel-Thomine, trug den Titel „Recherches sur la ville de Salé et problèmes d'archéologie marocaine“ (Forschungen zur Stadt Salé und Problemen der marokkanischen Archäologie).
1992 gründete sie die Société marocaine d’archéologie et du patrimoine (SMAP), eine Vereinigung, die offiziell von Prinzessin Lalla Hasna von Marokko präsidiert wurde und von Hassar-Benslimane bis 2015 als Präsidentin delegiert geleitet wurde. Zu den verschiedenen Initiativen des Vereins gehörte die Ausgrabung und Erhaltung der archäologischen Stätten von Lixus und Kheddis. Außerdem beaufsichtigte sie die Veröffentlichung der archäologischen Zeitschrift Le Jardin des Hespérides von Februar 2004 bis Februar 2015, als sie in den Ruhestand trat.
Laut dem Archäologen Abdeljalil Bouzouggar, dem aktuellen Direktor des INSAP, half Hassar, die marokkanische Archäologie von den "kolonialistischen Hypothesen und Interpretation" zu befreien, die während des französischen und spanischen Protektorats dominierten, und trug zur Schaffung einer „marokkanischen Archäologieschule“ bei. Darüber hinaus stieg die Zahl der archäologischen Programme in Marokko von 4 im Jahr 1975 auf etwa 40, als sie 2005 ihre Position als Direktorin des INSAP niederlegte. Bis zu diesem Zeitpunkt hatte sie die Ausbildung von mehr als 200 jungen Spezialisten in verschiedenen Bereichen der Archäologie überwacht.

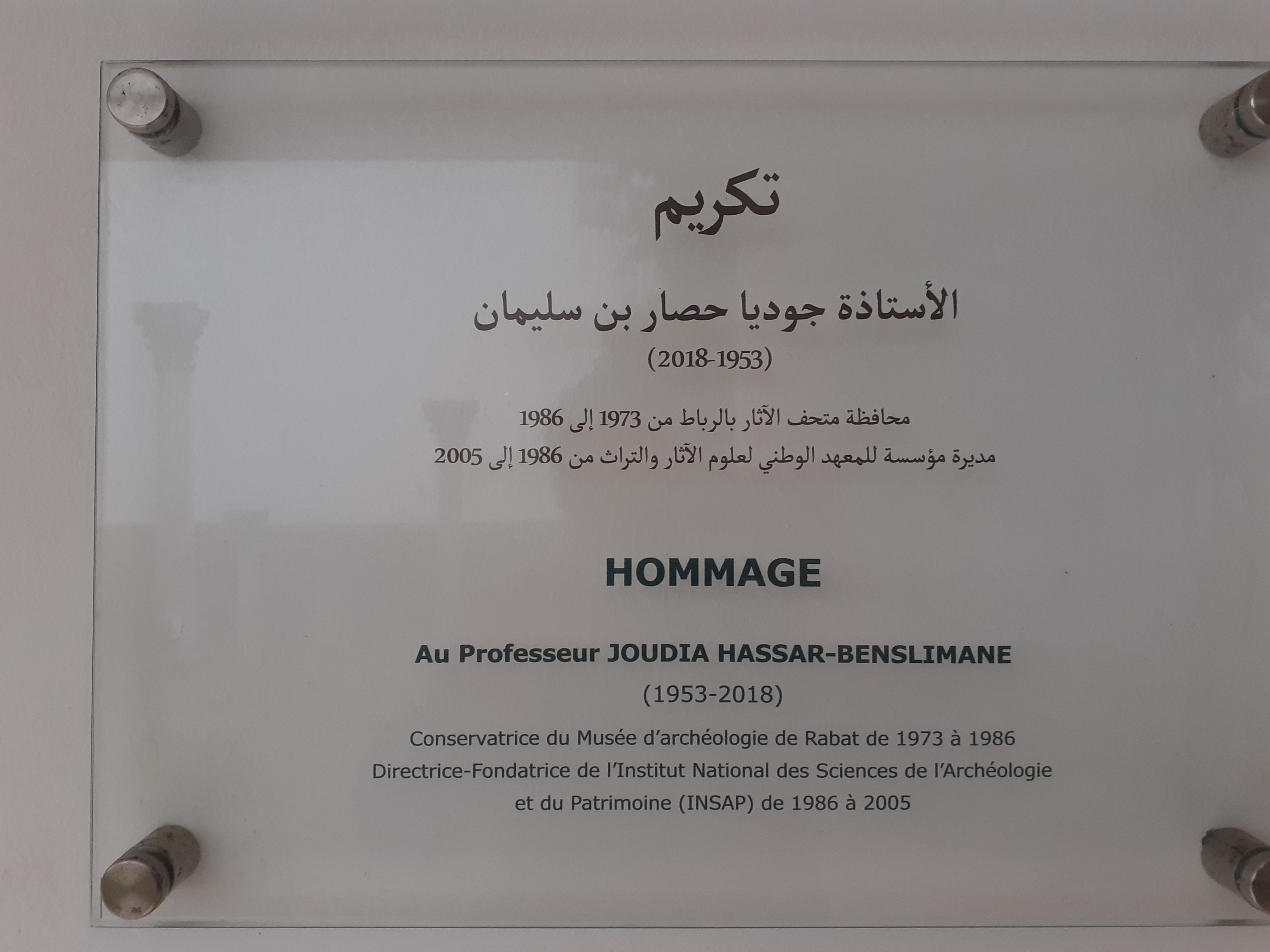
Gedenktafel zu Ehren von Joudia Hassar Benslimane im Museum für Geschichte und Zivilisationen, Rabat.

Hassar-Benslimane starb am Dienstag, den 22. Mai 2018, um 3 Uhr morgens, nach einer langen Krankheit. Sie wurde auf dem Friedhof Hay Riad in Rabat beigesetzt. Am 13. August 2018 enthüllte die marokkanische Stiftung für Museen eine Gedenktafel zu Ehren von Joudia Hassar im Museum für Geschichte und Zivilisationen in Rabat und benannte einen ihrer Säle nach ihr.

## Veröffentlichungen (Auswahl)
Zu den Arbeiten von Joudia Hassar-Benslimane gehören:
- Salé: étude architecturale de trois maisons traditionnelles. Rabat 1979.
- Archives familiales et architecture privée à Salé. In: Bulletin Archéologique du Comité des Travaux Historiques et Scientifiques. NS 17, Fascicule B, Afrique du Nord. 1984.
- Tinmel: l'épopée Almohade, 1992
- Le passé de la ville de Salé dans tous ses États. Histoire, archéologie, archives. Maisonneuve et Larose, Paris 1992, ISBN 2-7068-1039-4.
- L'archéologie islamique au Maroc et son apport à l'Histoire. In: Bulletins de l'Académie Royale de Belgique, 1993, S. 457-468 (Digitalisat).
- mit Philippe Ploquin, Françoise Peuriot: Maroc, terre de lumière. Morocco, land of light. 1999
- La recherche archéologique au Maroc durant deux décennies. In: Actes des 1ères Journées Nationales d’Archéologie et du Patrimoine. Rabat, 1-4 juillet 1998. Volume 3: Archéologie Islamique. Rabat 2001, S. 7–12.